# Deutsche Feldhandball-Meisterschaft 1931/32
Die Deutsche Feldhandball-Meisterschaft 1931/32 war die zwölfte deutsche Feldhandball-Meisterschaft der Männer. Erneut gab es von verschiedenen Verbänden organisierte Meisterschaften. Während die Meisterschaften der Deutschen Sportbehörde für Leichtathletik (DSL), der Deutschen Turnerschaft (DT) und des Arbeiter-Turn- und Sportbundes (ATSB) jährlich ausgetragen wurden, spielte erstmals seit 1927 auch der DJK-Sportverband eine Feldhandballmeisterschaft aus.
Mit dem Sieg des Polizei VfL Weißenfels gewann erstmals ein Verein außerhalb Berlins die Meisterschaft der DSL. Die ATSB-Meisterschaft gewann mit dem ATV Stadlau erneut ein österreichischer Vertreter. Bei der Feldhandballmeisterschaft der Deutschen Turnerschaft setzte sich erstmals der TSV Herrnsheim aus Worms durch. Im inoffiziellen Gesamtdeutschen Endspiel zwischen dem Sieger der DSL und dem Sieger der Deutschen Turnerschaft behielt Weißenfels mit 9:2 die Oberhand.

## Meisterschaft der DSL

### Modus
Erneut wurden die Teilnehmer in den sieben von den Regionalverbänden ausgespielten Regionalmeisterschaften ermittelt. Die regionalen Meister und Vizemeister waren für die Endrunde um die Deutsche Feldhandballmeisterschaft qualifiziert, welche im K.-o.-System ausgetragen wurden. Die beiden mitgliedsstärksten Verbände WSV und VMBV durften zudem noch einen dritten Teilnehmer stellen.
Folgende Vereine qualifizierten sich für die diesjährige Feldhandballmeisterschaft des DSL:
| Verein                    | Qualifiziert als                           |
| ------------------------- | ------------------------------------------ |
| SV Hindenburg Allenstein  | Baltischer Meister (BSV)                   |
| Post SV Hannover          | Norddeutscher Meister (NSV)                |
| SV St. Georg von 1895     | Norddeutscher Vizemeister (NSV)            |
| Hagener SC 05             | Westdeutscher Meister (WSV)                |
| SV Duisburger Kupferhütte | Westdeutscher Vizemeister (WSV)            |
| VfB 08 Aachen             | Gewinner Spiel um dritten Startplatz (WSV) |
| Polizei SV Berlin         | Brandenburgischer Meister (VBAV)           |
| 1. Spandauer Polizei-HC   | Brandenburgischer Vizemeister (VBAV)       |
| Polizei VfL Weißenfels    | Mitteldeutscher Meister (VMBV)             |
| Polizei SV Halle          | Mitteldeutscher Vizemeister (VMBV)         |
| Polizei SV Dessau         | Sieger Runde der Zweiten (VMBV)            |
| Polizei SV Cottbus        | Südostdeutscher Meister (SOLV)             |
| SpVgg Fürth               | Süddeutscher Meister (SFuLV)               |
| VfR Mannheim              | Süddeutscher Vizemeister (SFuLV)           |

### Vorrunde
| Datum          |                           | Ergebnis | !Ort                                |
| -------------- | ------------------------- | -------- | ----------------------------------- |
| 17. April 1932 | Polizei VfL Weißenfels    | 10:70    | VfB 08 Aachen \|\|Weißenfels        |
| 17. April 1932 | Hagener SC 05             | 03:11    | SV St. Georg von 1895 \|\|Hagen     |
| 17. April 1932 | Polizei SV Berlin         | 13:70    | SV Hindenburg Allenstein \|\|Berlin |
| 17. April 1932 | Polizei SV Dessau         | 05:30    | Polizei SV Cottbus \|\|Dessau       |
| 17. April 1932 | Post SV Hannover          | 04:80    | Polizei SV Halle \|\|Hannover       |
| 17. April 1932 | SV Duisburger Kupferhütte | 04:70    | VfR Mannheim \|\|Oberhausen         |
| 17. April 1932 | SpVgg Fürth               | 11:40    | 1. Spandauer Polizei-HC \|\|Fürth   |

### Zwischenrunde
| Datum                                     |                   | Ergebnis | !Ort                             |
| ----------------------------------------- | ----------------- | -------- | -------------------------------- |
| 8. Mai 1932                               | VfR Mannheim      | 06:12    | Polizei SV Berlin \|\|Mannheim   |
| 8. Mai 1932                               | Polizei SV Dessau | 06:30    | SV St. Georg von 1895 \|\|Dessau |
| 8. Mai 1932                               | Polizei SV Halle  | 06:12    | SpVgg Fürth \|\|Halle            |
| Polizei VfL Weißenfels hatte ein Freilos. |                   |          |                                  |

### Halbfinale
| Datum        |                        | Ergebnis | !Ort                         |
| ------------ | ---------------------- | -------- | ---------------------------- |
| 22. Mai 1932 | Polizei VfL Weißenfels | 09:50    | SpVgg Fürth \|\|Weißenfels   |
| 22. Mai 1932 | Polizei SV Dessau      | 05:16    | Polizei SV Berlin \|\|Dessau |

### DSL-Finale
| Polizei VfL Weißenfels | Polizei VfL Weißenfels                                                                               | Polizei SV Berlin                                                                                 | Polizei SV Berlin |
| Flagge nicht bekannt   | 5. Juni 1932 in Dessau Ergebnis: 8:3 (4:1) Zuschauer: 13.000 Schiedsrichter: Huckenstein (Barmen)    | 5. Juni 1932 in Dessau Ergebnis: 8:3 (4:1) Zuschauer: 13.000 Schiedsrichter: Huckenstein (Barmen) |                   |
| Flagge nicht bekannt   | Ruck – Correus, Seehaus, Schneider, Froböse, Schröder, Dreikorn, Lindner, Dr. Seiler, Poprawa, Hille | Cuchra – Gerloff, Mischonat, Köbke, Kirchhof, Adebahr, Nüske, Witte, Regehl, Voß, Bartels         |                   |
| Flagge nicht bekannt   | 1:1 Dreikorn 2:1 Dreikorn 3:1 Dreikorn 4:1 Seiler 5:1 Seiler 6:2 Hille 7:3 Seiler 8:3 Poprawa        | 0:1 Voß 5:2 Bartels 6:3 Voß                                                                       |                   |

## Meisterschaft der Deutschen Turnerschaft
Die Qualifikation zu Deutschen Feldhandballmeisterschaft der Deutschen Turnerschaft erfolgte über regionale Spielklassen und Turnieren auf Kreisebene.

### Vorrunde
| Datum          |                        | Ergebnis  | !Ort                                       |
| -------------- | ---------------------- | --------- | ------------------------------------------ |
| 17. April 1932 | Kettwiger TV 1870      | 01:30     | TSV 1883 Herrnsheim \|\|Essen              |
| 17. April 1932 | Königsberger MTV 1842  | 7:9 n. V. | Turngemeinde in Berlin \|\|Königsberg      |
| 17. April 1932 | TV Deutsch-Lissa       | 06:90     | TG Pirna \|\|Breslau                       |
| 17. April 1932 | MTV Greifenberg        | 02:90     | Askanischer TV Berlin \|\|Greifenberg i.P. |
| 17. April 1932 | TS Wartburg Eisenach   | 06:20     | TV Jahn Eilenburg \|\|Eisenach             |
| 17. April 1932 | TV 1861 Cottbus        | 9:8 n. V. | ATV Leipzig-Schönefeld \|\|Cottbus         |
| 17. April 1932 | Bremer TG              | 03:20     | Polizei SV Kiel \|\|Bremen                 |
| 17. April 1932 | THW Kiel               | 02:50     | MTV Herrenhausen \|\|Kiel                  |
| 17. April 1932 | Turnklub Limmer        | 10:60     | TV Deutsche Eiche Künsebeck \|\|Hannover   |
| 10. April 1932 | TV Jahn Eschwege       | 04:50     | TV Niederpleis \|\|Kassel                  |
| 17. April 1932 | TV 1875 Algenrodt      | 10:10     | Siegener TV \|\|Algenrodt                  |
| 17. April 1932 | Polizei SV Köln        | 08:30     | VfL Hagen 1863 \|\|Köln                    |
| 17. April 1932 | TV 1861 Zweibrücken    | 5:4 n. V. | TGS Niederrodenbach \|\|Zweibrücken        |
| 17. April 1932 | Turnerbund Durlach     | 06:50     | Eßlinger TSV 1845 \|\|Durlach              |
| 17. April 1932 | Turngemeinde Göppingen | 09:60     | TV Fürth 1860 \|\|Göppingen                |
| 17. April 1932 | ATV Plauen             | 02:30     | ATG Gera \|\|Plauen                        |

### Achtelfinale
| Datum       |                        | Ergebnis  | !Ort                               |
| ----------- | ---------------------- | --------- | ---------------------------------- |
| 1. Mai 1932 | TSV 1883 Herrnsheim    | 11:40     | Turngemeinde Göppingen \|\|Worms   |
| 1. Mai 1932 | TG Pirna               | 08:30     | TV 1861 Cottbus \|\|Pirna          |
| 1. Mai 1932 | ATG Gera               | 7:6 n. V. | Askanischer TV Berlin \|\|Gera     |
| 1. Mai 1932 | Turngemeinde in Berlin | 7:6 n. V. | Turnklub Limmer \|\|Berlin         |
| 1. Mai 1932 | TS Wartburg Eisenach   | 8:6 n. V. | Polizei SV Köln \|\|Eisenach       |
| 1. Mai 1932 | TV Niederpleis         | 06:50     | TV 1875 Algenrodt \|\|Siegburg     |
| 1. Mai 1932 | TV 1861 Zweibrücken    | 05:40     | Turnerbund Durlach \|\|Zweibrücken |
| 1. Mai 1932 | MTV Herrenhausen       | 04:10     | Bremer TG \|\|Hannover             |

### Viertelfinale
| Datum       |                     | Ergebnis | !Ort                             |
| ----------- | ------------------- | -------- | -------------------------------- |
| 8. Mai 1932 | TSV 1883 Herrnsheim | 08:40    | TS Wartburg Eisenach \|\|Worms   |
| 8. Mai 1932 | TG Pirna            | 05:70    | Turngemeinde in Berlin \|\|Pirna |
| 8. Mai 1932 | ATG Gera            | 07:90    | MTV Herrenhausen \|\|Gera        |
| 8. Mai 1932 | TV Niederpleis      | 06:40    | TV 1861 Zweibrücken \|\|Siegburg |

### Halbfinale
| Datum        |                        | Ergebnis | !Ort                            |
| ------------ | ---------------------- | -------- | ------------------------------- |
| 22. Mai 1932 | TV Niederpleis         | 04:80    | TSV 1883 Herrnsheim \|\|Krefeld |
| 22. Mai 1932 | Turngemeinde in Berlin | 02:50    | MTV Herrenhausen \|\|Berlin     |

### DT-Finale
| TSV 1883 Worms-Herrnsheim | TSV 1883 Worms-Herrnsheim                                                                                               | MTV Hannover-Herrenhausen                                                                         | MTV Hannover-Herrenhausen |
| Flagge nicht bekannt      | 5. Juni 1932 in Dessau Ergebnis: 7:3 (5:1) Zuschauer: 13.000 Schiedsrichter: Huckenstein (Barmen)                       | 5. Juni 1932 in Dessau Ergebnis: 7:3 (5:1) Zuschauer: 13.000 Schiedsrichter: Huckenstein (Barmen) | Flagge nicht bekannt      |
| Flagge nicht bekannt      | |                                                                                                   | Flagge nicht bekannt      |
| Flagge nicht bekannt      | 1:0 Köstner (?.) 2:0 Worms (5.) 3:0 Köstner (8.) 4:0 Köstner (12.) 5:1 Embach (30.) 6:2 Wiegand (44.) 7:2 Wiegand (54.) | 4:1 Spiuttler (25.) 5:2 Scheid (??.) 7:3 n. b. (??.)                                              | Flagge nicht bekannt      |

## Meisterschaft des ATSB
Die Bezirksmeister der ATSB-Kreise 1 – 16 qualifizierten sich für die deutsche ATSB-Endrunde, während die Sieger der ATSB-Kreise 17 und 18 den österreichischen Vertreter ausspielten. Im Finale traf dann der Sieger aus Deutschland auf den Sieger aus Österreich.

### Deutschland
Halbfinale
| Datum           |                      | Ergebnis   | !Ort                          |
| --------------- | -------------------- | ---------- | ----------------------------- |
| 14. August 1932 | FT Leipzig-Paunsdorf | 10:9 n. V. | Volkssport Wedding \|\|Berlin |
| 28. August 1932 | FT Pfeddersheim      | 8:4        | MTV Hainholz \|\|Frankenthal  |

Finale
| Datum              |                 | Ergebnis | !Ort                                 |
| ------------------ | --------------- | -------- | ------------------------------------ |
| 11. September 1932 | FT Pfeddersheim | 5:6      | FT Leipzig-Paunsdorf \|\|Frankenthal |

### Österreich
|             | Ergebnis  |              |
| ----------- | --------- | ------------ |
| ATV Stadlau | 6:5 n. V. | Linz-Waldegg |

### ATSB-Finale
| ATV Stadlau          | ATV Stadlau                                                                                | FT Leipzig-Paunsdorf                                                                                 | FT Leipzig-Paunsdorf |
| Flagge nicht bekannt | 25. September 1932 in Wien Ergebnis: 10:8 (5:4) Schiedsrichter: Maier (Wien)               | 25. September 1932 in Wien Ergebnis: 10:8 (5:4) Schiedsrichter: Maier (Wien)                         | Flagge nicht bekannt |
| Flagge nicht bekannt | Sticha – Juranitsch, Seel, Kötzl, Fischer, Schmied, Harrer, Polzer, Mantler, Paukert, Weiß | Jakob – Sander, Hetzler, Wittmar, Gottschling, Schöber, Mehnert, Schwebe, Kretzschmer, Schroth, Marx | Flagge nicht bekannt |

## Meisterschaft der DJK
Die Meisterschaft wurde auf dem 3. Reichstreffen der DJK, welches vom 21. Juli 1932 bis 24. Juli 1932 in Dortmund stattfand, ausgespielt.
Halbfinale
|                     | Ergebnis | !Ort                        |
| ------------------- | -------- | --------------------------- |
| DJK Styrum 06       | 11:60    | DJK Kronau \|\|Dortmund     |
| DJK Berlin-Neukölln | 07:50    | DJK Oggersheim \|\|Dortmund |

Finale
| Datum         |               | Ergebnis | !Ort                             |
| ------------- | ------------- | -------- | -------------------------------- |
| 23. Juli 1932 | DJK Styrum 06 | 6:5      | DJK Berlin-Neukölln \|\|Dortmund |

## Gesamtdeutsches Endspiel
Wie bereits im letzten Jahr traten die beiden Meister der Verbände DSL und DT gegeneinander an, um den inoffiziellen Gesamtdeutschen Feldhandballmeister zu ermitteln. Wie bereits im letzten Jahr gewann der DSB-Vertreter deutlich.
| Polizei-VfL Weißenfels | Polizei-VfL Weißenfels | TSV Herrnsheim                                                                          | TSV Herrnsheim       |
| Flagge nicht bekannt   | 19. Juni 1932 in Chemnitz (Südkampfbahn) Ergebnis: 9:2 (3:2) Zuschauer: 6.000                                                                                          | 19. Juni 1932 in Chemnitz (Südkampfbahn) Ergebnis: 9:2 (3:2) Zuschauer: 6.000           | Flagge nicht bekannt |
| Flagge nicht bekannt   | Ruck – Correus, Seehaus, Schneider, Froböse, Schröder, Dreikorn, Lindner, Dr. Seiler, Poprawa, Hille                                                                   | Kissel – Ernst, Guthy, Uhl, Edelmann, Seeberger, Embach, Sturm, Worms, Wiegand, Köstner | Flagge nicht bekannt |
| Flagge nicht bekannt   | 1:2 Dreikorn (?.) 2:2 Lindner 3:2 Seiler 4:2 Dreikorn/Hille 5:2 Dreikorn/Hille 6:2 Dreikorn/Hille 7:2 Dreikorn/Hille/n.b 8:2 Dreikorn/Hille/n.b 9:2 Dreikorn/Hille/n.b | 0:1 Seeberger 0:2 Embach                                                                | Flagge nicht bekannt |